# Vorta
Vorta is een ras uit de sciencefictionserie Star Trek: Deep Space Nine.
Vorta zijn lid van het Dominion, een rijk uit het Gamma Kwadrant waar zij de rol van diplomaten uitvoeren in dienst van de Founders. De Vorta waren aanvankelijk aapachtige wezens die door de Founders genetisch gemanipuleerd zijn tot intelligente wezens. Zij zijn allen klonen die door de Founders gekweekt worden wanneer en waar zij nodig zijn. De Vorta staan erom bekend dat ze zwakke ogen hebben, maar een erg goed gehoor.
De Vorta op hun beurt hebben de controle over de soldaten van de Dominion, de Jem'Hadar. De bekendste Vorta was Weyoun, gespeeld door de acteur Jeffrey Combs.